# Lumpen (film)
Lumpen är en svensk dokumentärfilm från 1986 i regi av Lena Hellman. Filmen spelades in mellan oktober 1984 och maj 1985 på regementet P18 på Gotland och skildrar en grupp pansarsoldater.

### Fotnoter
1. ↑  ”Lumpen”. Svensk Filmdatabas. http://sfi.se/sv/svensk-filmdatabas/Item/?itemid=15898&type=MOVIE&iv=Basic&ref=/templates/SwedishFilmSearchResult.aspx?id%3d1225%26epslanguage%3dsv%26searchword%3dlumpen%26type%3dMovieTitle%26match%3dBegin%26page%3d1%26prom%3dFalse. Läst 19 maj 2013.